# Kahean (Dolok Batu Nanggar)
Kahean is een bestuurslaag in het regentschap Simalungun van de provincie Noord-Sumatra, Indonesië. Kahean telt 1702 inwoners (volkstelling 2010).